# Kenneth Widmerpool
Kenneth Widmerpool es un personaje ficticio de la serie de novelas Una danza para la música del tiempo, de Anthony Powell, que se compone de 12 volúmenes, y donde se cuenta la vida de la clase alta y bohemia en Gran Bretaña entre 1920 y 1970. Considerado por la crítica como uno de los personajes más memorables de la ficción del siglo XX, Widmerpool es la antítesis de Nicholas Jenkins el héroe-narrador de los relatos. Inicialmente presentado como una figura cómica, débil e incluso patético, va creciendo como personaje y protagonista, consigue éxitos y poder a medida que avanza la trama para terminar siendo un punto siniestro y de nuevo patético y cómico. Su única esfera de fracaso es su relación con las mujeres.  Widmerpool triunfa en sus metas en los negocios, el ejército, la política y culmina su cursus honorum como Lord en la Cámara de los Lores. La serie de relatos termina con su caída y muerte en extrañas circunstancias derivadas de su participación en un tipo de culto depravado New Age.
Los analistas literarios han señalado las principales características de Widmerpool: la falta de empatía, la estrechez de miras, la capacidad para la intriga y el interés egoísta y personal; en general, encarna muchos de los peores aspectos del carácter británico. Junto a ello destaca su capacidad para elevarse por encima de su origen, de los muchos insultos y humillaciones, verdaderos o simplemente auto-percibidos, que arrastra desde su nacimiento, para alcanzar sus posiciones de dominio a través de la industriosidad, la competitividad y la autoestima cuando no el autoengaño y el yo desmesurado. En este sentido, se cree que representa el desafío de la clase media meritocrática, contra el poder o grupo gobernante que se observa posee pocas defensas eficaces ante un asalto tan tenaz.
Se ha intentado identificar modelos de la vida real reales para Widmerpool. Entre los nombres más destacados sugeridos se encuentran Edward Heath, primer ministro conservador del Reino Unido, 1970-74, y Reginald Manningham-Buller quien ocupó el cargo de procurador general durante la década de 1950. Otros contemporáneos ilustres de Powell se han propuesto como fuente del personaje, a pesar de que Powell ha dado poco apoyo a estas teorizaciones. Widmerpool ha sido retratado en dos dramatizaciones de radio de la BBC (1979-82 y 2008), y en la versión filmada por Channel 4 difundida por televisión en 1997.

## Contexto:Una danza para la música del tiempo

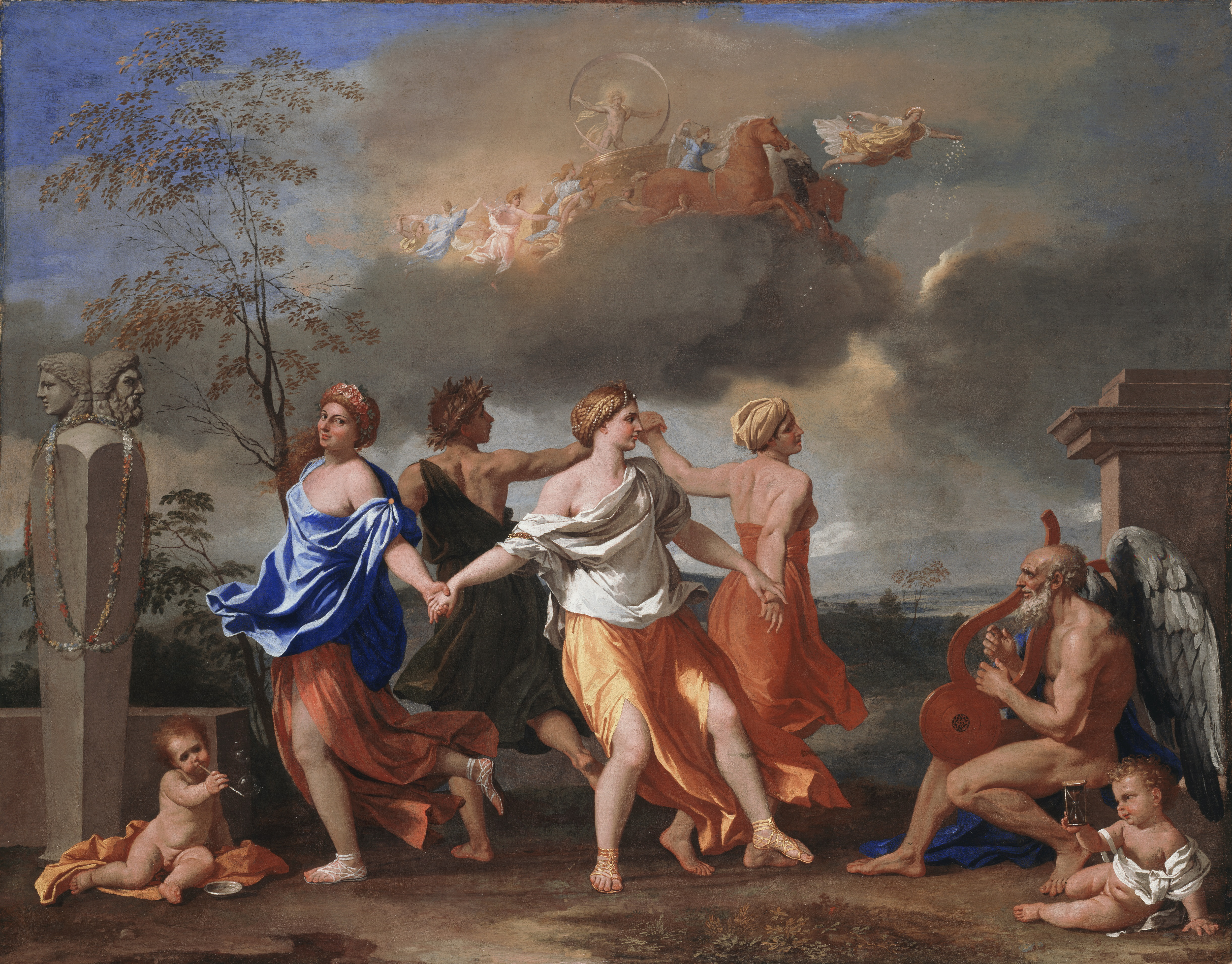
Pintura Una danza para la música del tiempo, de Poussin de la que se deriva el nombre de la serie de novelas de Powell. Las cuatro temporadas danzan en un círculo mientras el "Tiempo" toca el laúd, sentado a la derecha.

Una danza para la música del tiempo consta de 12 volúmenes que abarcan un período de aproximadamente 50 años, a partir de la década de 1920 hasta los primeros años de la década de 1970. El título está tomado de la pintura de Nicolas Poussin, 1634-36, del mismo nombre. A través de los ojos de un narrador, Nicholas Jenkins, el lector observa las cambiantes fortunas y desventuras de una colección variada de personajes, principalmente de la clase alta. El ambiente general es un mundo bohemio del arte, la literatura y la música, entremezclados con elementos mundanos de las esferas de la política, los negocios y los militares. En un análisis de las novelas, el periodista y editor Dan McLeod resume el tema general de los relatos de la secuencia como la de una sociedad en descomposición confrontada por "representantes agresivos de las clases medias que se abren a codazos su camino hacia arriba". Estos últimos están dispuestos a sufrir cualquier tipo de humillaciones en su búsqueda de poder y éxito, sin embargo, la sociedad se muestra capaz de resistir el avance de "todos excepto los arribistas más resistentes y perseverantes". Kenneth Widmerpool se convierte en la encarnación de estos “trepas”.
Los tres primeros volúmenes se concentran en la década de 1920 y siguen a los personajes principales a través del colegio, la universidad y sus primeros pasos hacia la aceptación social y profesional. Los tres siguientes se dedican a la década de 1930, cuando los protagonistas ya trabajan, echan raíces, miran la situación internacional con ansiedad y se preparan para la guerra. Los temas de los volúmenes séptimo, octavo y noveno poseen como telón de fondo la Segunda Guerra Mundial, a la que no todos los personajes logran sobrevivir. Los últimos tres libros cubren los 25 años desde los primeros días del gobierno de posguerra de Attlee hasta la contracultura y las protestas de principios de 1970. Durante la extensa narración el foco cambia con frecuencia de un grupo a otro, caras nuevas aparecen mientras otros personajes que han captado el interés del lector se omiten, a veces reapareciendo después de varios volúmenes, a veces no vuelven a aparecer, aunque a veces llegan noticias puntuales de sus devenires a Jenkins a través de alguno de sus muchos conocidos. Aparte de Jenkins, Widmerpool es el único de los 300 y tantos extravagantes personajes que aparecen en cada uno de los 12 volúmenes que forman el relato. Richard Jones, en un artículo en el Virginia Quarterly Review, sugiere que las novelas pueden ser consideradas como "la danza de Kenneth Widmerpool, que es el chivo expiatorio, torturador y antítesis de Jenkins". Widmerpool persigue la carrera y la vida de Jenkins;  en las primeras páginas del primer libro, en la escuela, se encuentra corriendo a través de la niebla con la vana esperanza de la gloria deportiva. En las etapas finales del último libro se repite la escena, esta vez a instancias del culto casi religioso que lo ha capturado.

## Personajes

### Orígenes, apariencia, personalidad
Muchos críticos han supuesto que el nombre "Widmerpool" deriva del pueblo existente en Nottinghamshire con ese nombre. En una entrevista en 1978, Powell negó esa teoría. Powel explicó que el nombre se le ocurrió a raíz del libro del siglo XVII, Memorias de la vida del coronel Hutchinson, que cuenta con un Capitán de Caballería, el mayor Joseph Widmerpoole, quien revista en el ejército de Cromwell al mando de Hutchinson durante la Guerra Civil Inglesa. Powell descubre en este Widmerpoole un personaje mezquino y desagradable, y "tuve su nombre guardado mucho tiempo como un nombre que iba a usar".
Widmerpool proviene de un segemento social caracterizado por la meritocrática. Su abuelo paterno era un hombre de negocios escocés de apellido Geddes, que contrae matrimonio con una mujer de clase social más alta, adoptando su apellido. La familia parece haberse asentado en Nottinghamshire o en Derbyshire, el comercio del padre Widmerpool como fabricante de fertilizantes es un asunto de que avergüenza a su hijo, que nunca lo menciona y cree que es una circunstancia que lastra su éxito social o su relación con mujeres de una clase más alta a la suya. Su madre es una mujer de opiniones fuertes, gran admiradora de Stalin, su única pasión es la carrera de su hijo y el progreso. Madre e hijo viven juntos, desde el fallecimiento del padre de Widmerpool en la década de 1920 hasta el matrimonio Widmerpool a mediados de 1945.
Las descripciones de Jenkins sobre la apariencia Widmerpool son poco favorecedoras a lo largo de toda la serie. En la escuela lo describen como "corpulento, [con] los labios gruesos y gafas de montura metálica que dan a su rostro una expresión agraviada ... [como si] sospechara que la gente le intenta sonsacar información importante ..." Unos años más tarde, Widmerpool usa lentes más a la moda, pero, señala Jenkins, todavía tiene un curioso semblante con forma de pez. Widmerpool tiene una tendencia a aumentar de peso, cuando tiene apenas 30 años, Jenkins comenta que Widmerpool es corpulento y parece de mediana edad. Al estallar la guerra en 1939, en un uniforme del ejército que le calza mal, se parece a una parodia de music-hall de un oficial militar, o bien a "un funcionario de ferrocarriles de algún país desconocido". Después de la guerra, ya siendo diputado, su comportamiento y la forma se "asemejan a las dibujos de los caricaturistas políticos". En 1958, al reunirse con Widmerpool (entonces con casi 55 años de edad), después de algunos años, Jenkins se sorprende por su aspecto anciano. Su ropa está mal ajustada por la pérdida de peso, dándole el aspecto de un espantapájaros, y su cabello gris es escaso, y la piel del rostro cuelga en bolsas. La visión final de Widmerpool, ya dedicado a su culto, lo muestra como una ruina física, envejecido, desesperado y agotado.
La principal característica de Widmerpool en su juventud es un exagerado respeto y deferencia por las autoridades. Esta característica se observa por primera vez en su reacción servil al ser golpeado en la cara por un plátano lanzado por el capitán de cricket de la escuela. En otro momento se demuestra este servilismo en su indignación por una broma que realiza su condiscípulo Charles Stringham a su housemaster Mr. Le Bas. Widmerpool tiene un deseo de ser aceptado, aun a costa de ser humillado, y tiene un talento natural para alinearse con lo que es el poder dominante en un momento determinado. Muchos de los rasgos personales de Widmerpool son evidentes desde muy temprano en su carrera: su pomposidad, su aversión a todas las formas de la cultura, sus obsesiones burocráticas y su esnobismo. Widmerpool es políticamente ingenuo, su contribución a la pacificación de Alemania antes de la guerra de la Alemania nazi es sugerir que Hermann Göring sea condecorado con la Orden de la Jarretera y se le diera un paseo por el Palacio de Buckingham. Sin embargo, al avanzar la novela, Widmerpool no se desarrolla como un bufón y en cambio se convierte, contra todas las expectativas, en alguien poderoso, de hecho, obsesionado por el poder que utilizara para vengarse de viejos condiscípulos y humillaciones. En su análisis de la ficción de Powell, Nicholas Binns identifica un incidente en  The Acceptance World como el punto en el que comienza a cambiar la forma en que sus contemporáneos valoran a Widmerpool. Widmerpool se hace cargo de Stringham cuando esta borracho después de una cena de reencuentro, lo guía a su casa y, a pesar de la resistencia, lo hace acostar en la cama: "Widmerpool, antes tan ridiculizado por todos nosotros, de alguna forma misteriosa se había convertido en una persona con autoridad. En cierto sentido, fue él quien nos ridiculizó ".
A Widmerpool su egoísmo y fuerza de voluntad le permitirá en la edad adulta alcanzar buena posición y manejar los eventos en su camino, aunque antes de su caída final su poder se desarrolla en direcciones un tanto siniestras. En una revisión de las primeras novelas de la serie, Arthur Mizener escribe: "Powell hace a sus grandes egoístas, no diferentes en lo esencial del resto de nosotros, incluso Widmerpool, el más extravagante de todos. Sin embargo se convierte en alguien sublimemente ridículo, y que nos hace recordar, no tanto, quizás, a lo que hemos hecho, como lo que en otra época, podríamos haber hecho ".

### Carrera

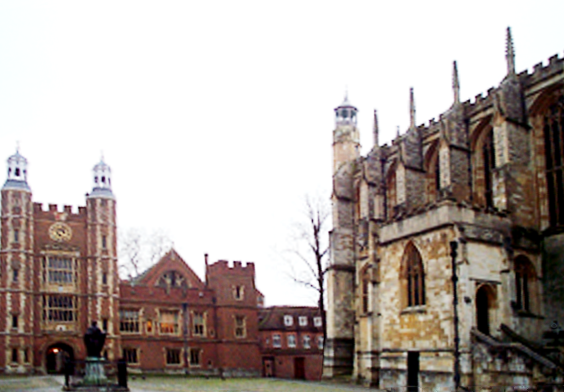
Patio de la escuela en Eton, escuela a la que se presume concurrió Widmerpool.

En la escuela (no identificada, pero que se cree es Eton), Widmerpool es mediocre tanto en el plano académico como en el atlético, un "luchador mediocre", en palabras de un comentarista literario. Widmerpool es objeto de algunas burlas, principalmente recordado por llevar el "tipo equivocado de abrigo" a su llegada a la escuela. Impulsado por una fuerte ambición personal, en vez de ir a la universidad ("mucho mejor ponerse a trabajar de inmediato") es incorporado en una firma de abogados, declarando que esto será un trampolín para horizontes más amplios en los negocios y la política. Cuando Jenkins lo encuentra pocos años después de haber terminado la escuela, Widmerpool ha logrado cierto éxito social, y es un invitado regular en las cenas-baile. También ha sido designado teniente en el Ejército Territorial.
A través de sus contactos sociales Widmerpool consigue un puesto de trabajo en el departamento político-legal del conglomerado industrial Donners-Brebner, un trabajo que le pone en contacto con Sir Magnus Donners para quien exhibe un respeto rayano en la reverencia. Widmerpool desarrolla un talento para la intriga, que irrita a Sir Magnus al punto que se le pide a Widmerpool abandone la organización. Se incorpora a una compañía de comisionistas y, aunque con 30 años de edad es joven, se convierte en una figura influyente y respetada en el mundo financiero. A finales de 1930 nuevamente Widmerpool se encuentra asesorando a Donners-Brebner. Justo antes del estallido de la guerra en septiembre de 1939, supervisa un sistema en nombre de Donners para acaparar el mercado turco de cromita, y sale indemne cuando se derrumba el proyecto.

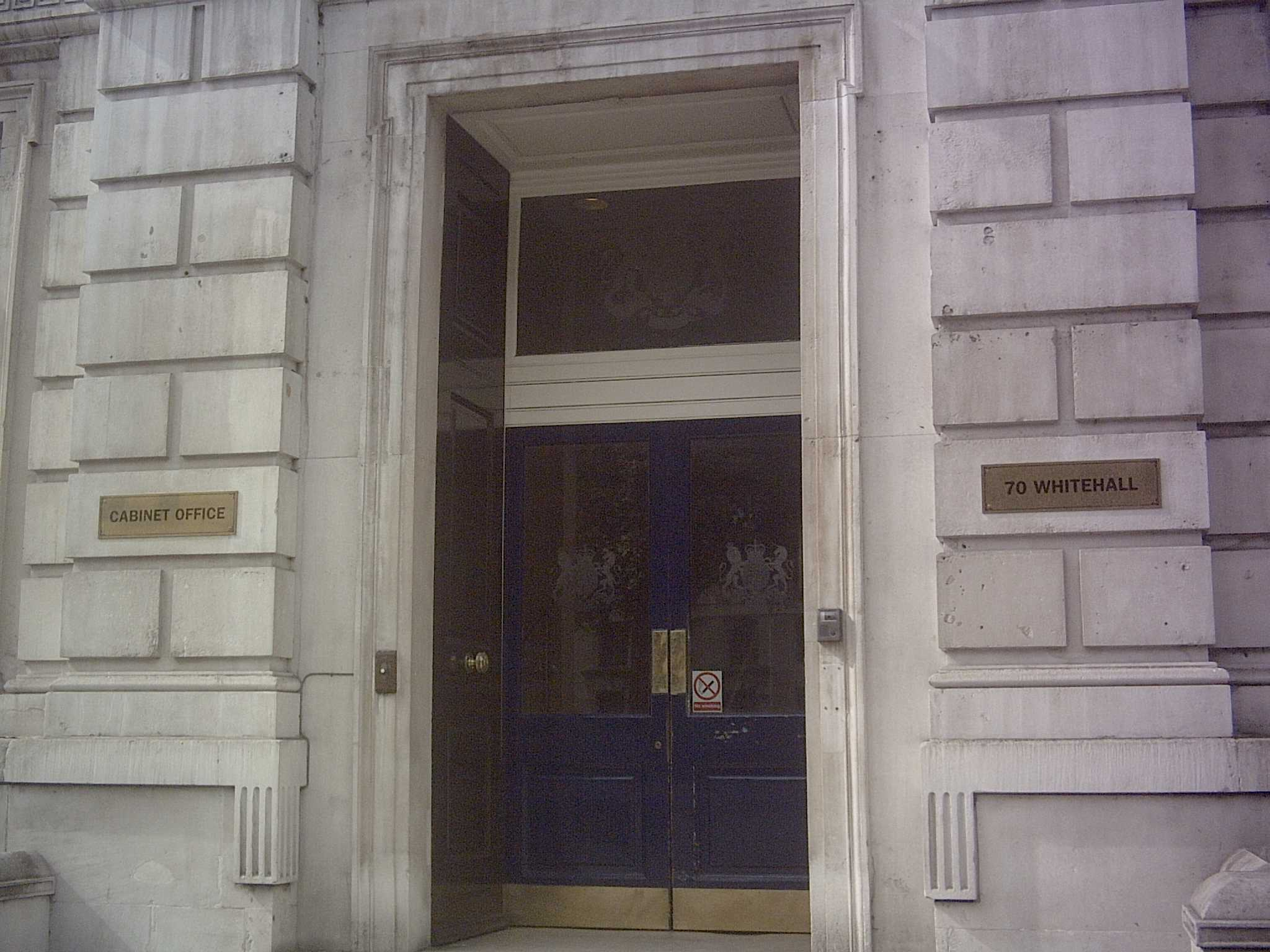
La entrada a la Oficina del Gabinete en Whitehall, Londres.

Al principio de la guerra Widmerpool se une al ejército, y con la ventaja de cargo territorial es promovido rápidamente. A mediados de 1940 tiene el rango de comandante y se desempeña como vice-Asistente del Ayudante General en la sede de la División en Irlanda del Norte. Jenkins se convierte en su oficial subalterno y observa la industriosidad de Widmerpool y su infinita capacidad para la intriga. Entre las tropas de los archivos en la sede, trabajando como camarero se encuentra Stringham; Widmerpool se siente avergonzado por su presencia, y se las ingenia para que Stringham sea traslado a una unidad de lavandería móvil que está siendo enviadada a Singapur, donde Stringham muere. En junio de 1941 Widmerpool es transferido a Londres como Secretario Adjunto Militar en la Oficina del Gabinete. Luego es ascendido a teniente coronel y coronel, y es nombrado OBE. En su nuevo puesto está cerca de los centros de poder, y es capaz tanto de influir en la política de la guerra como de saldar viejas cuentas. Widmerpool es cómplice de la muerte de Peter Templer, un rival de la escuela, quien como resultado de una recomendación política por Widmerpool es abandonado mientras se encuentra en una misión secreta en los Balcanes. Apenas finaliza la guerra Widmerpool sorprende a sus conocidos al contraer matrimonio con la sobrina de Stringham, Pamela Flitton, una conductora de ATS cuya vida sexual se rumorea es "portentosa".
Desde mediados de la década de 1930, las inclinaciones políticas Widmerpool han sido por lo general hacia la izquierda, (posiblemente como resultado de su breve asociación con el radical Gypsy Jones a finales de los años 1920). En 1945 es designado miembro del parlamento por los laboristas durante el gobierno de posguerra de Attlee y, finalmente, es asignado a cargo de una oficina ministerial de menor importancia en la administración. Widmerpool es también uno de los patrocinadores de una revista de tendencia izquierdista, Fisión, a través de la cual espera propagar sus propios puntos de vista económicos y políticos. Widmerpool es un asiduo promotor de las buenas relaciones con los países de Europa dl este, y algunos sospechan de una alianza secreta comunista, sin embargo, después de perder su escaño parlamentario en las elecciones generales de 1955 Widmerpool continua promoviendo la amistad y el comercio este-oeste y se cree que se ha enriquecido graias a ello. Existen dudas sobre cuales son sus verdaderos motivos, y los rumores lo relacionan con Burgess y Maclean, los diplomáticos que desertaron a la Unión Soviética en la década de 1950. En 1958 Widmerpool es nombrado un Lord de por vida y por lo tanto asciende a una banca en la Cámara de los Lores. Sus actividades en Europa del Este nuevamente despiertan sospechas, se hacen preguntas en el Parlamento, y parece probable que sea acusado de espionaje. Sin embargo, la investigación cesa sin mediar ninguna explicación. Su matrimonio con Pamela se desintegra; durante años él ha tolerado sus constantes infidelidades, y ella lo acusa públicamente de voyeurismo. Después de la muerte repentina de Pamela en 1959, Widmerpool parte para ocupar un puesto académico en California.
En Estados Unidos Widmerpool se convierte en una suerte de paladín entre los movimientos de protesta de los jóvenes, hay sugerencias de que sus problemas anteriores pueden haber sido el resultado de un complot de la CIA. Regresa a Inglaterra a finales de la década de 1960, y es designado rector de una nueva universidad. Durante el acto de nombramiento le arrojan pintura roja, pero inmediatamente se identifica con los manifestantes y, se convierte en una figura central del movimiento contemporáneo de contracultura. Al cabo de un año renuncia al rectorado para administrar una comuna para la juventud disidente. A finales de 1969 ha sido captado por un culto siniestro, dirigido por el joven místico Scorpio Murtlock, que gradualmente abruma su vida y su independencia. Lo último que se supo de él fue a finales de 1971, cuando durante una carrera ritual al amanecer se derrumba y muere.

### Vida amorosa y sexualidad
Las novelas dejan abierta la naturaleza y el alcance de la sexualidad Widmerpool, un aspecto sobre el que los críticos han especulado con frecuencia. Stephen McGregor del Spectator lo describe como "impotente", otro comentarista lo describió como un "incompetente sexual". En la escuela hace que un condiscípulo, Akworth, sea expulsado por haber enviado una nota presumiblemente comprometedora a Peter Templer. Luego, Jenkins y Stringham discuten la teoría de Templer en el sentido que Widmerpool estuvo motivado por celos sexuales Unos años más tarde, Jenkins recuerda cómo Widmerpool retrocedió cuando Berthe, una chica francesa que conoce durante la estancia de verano en La Grenadière poco después de dejar la escuela, lo tocó suavemente en el brazo .
A la edad de veinticinco años, Widmerpool le confiesa a Jenkins su amor a Barbara Goring, una chica a la que conocía desde su infancia. Sus familias habían sido vecinas, y el padre Widmerpool había suministrado a Lord Goring estiércol líquido. Esta pasión no correspondida termina repentinamente cuando Barbara vierte el azúcar sobre la cabeza de Widmerpool en un baile, como una forma de "endulzarlo". Poco después Widmerpool se obsesiona por Gypsy Jones, una ardiente radical que conoce por casualidad, que según Jenkins se asemeja a "un chico errante mal avenido". La naturaleza de la relación Widmerpool-Jones no se hace explícita, sino que culmina en el pago que realiza él de su aborto, a pesar de que él no era responsable de su condición y no había recibido favores de ella a cambio. Sus acciones en este sentido persiguen a Widmerpool durante mucho tiempo después. Jura que jamás volverá a permitir que una mujer distraiga su mente de su trabajo
Hacia 1930, Widmerpool se engancha con una viuda bastante mayor, Mildred Haycock. Su motivación principal parece ser su ansia de estatus social, ella es hija de Lord Vowchurch. En su análisis de las obras de Powell, Nicholas Birns escribe: "Lo que Widmerpool quiere hacer es ascender en la escala social casándose con alguien de una clase social más elevada, para lograr un matrimonio que consolide su movilidad social ascendente, y está dispuesto a tomar a una mujer mayor con dos hijos adolescentes para lograr esto ". El compromiso termina abruptamente, a causa de la impotencia de Widmerpool durante un intento de unión sexual antes del matrimonio.
Después de este episodio, el tema de la vida sexual se Widmerpool no se menciona hasta que en las últimas etapas de la Segunda Guerra Mundial, admite engancharse con prostitutas durante los apagones. Después de la guerra, su desastroso matrimonio con Pamela Flitton no parece que le proporcione ninguna satisfacción física normal, según Pamela él renunció después de dos intentos fallidos con ella, y su actividad se redujo al placer furtivo de la observación de las actividades sexuales de Pamela con otras personas. Según comentarios tiene algún trato depravado con una prostituta conocida como "Pauline". En la vejez, como parte del culto Murtlock, se dice que ha "visto [niñas] desnudas, cada vez que pudo".

## Recepción crítica y popular
Los críticos suelen considerar a Widmerpool como el más interesante y absorbente de los personajes principales de la serie de novelas. Se le ha descrito como "uno de los personajes más memorables de la ficción del siglo 20", y de acuerdo con el crítico literario John Bayley es "un personaje famoso en los anales de la ficción, al nivel de Jeeves o Pickwick". Muchos lectores lo ven como la figura central de la trama, una broma que persiste a lo largo de la serie. Powell, en una entrevista en 1978, confesó que había utilizado Widmerpool como cebo para atrapar lectores, pero se encontró que el personaje se había puesto al mando en mayor medida de lo que él hubiera deseado.
| Nick [Jenkins] represents what Powell himself stood for, Widmerpool what he had over the years come to consider inevitable} —Christine Berberich: The Image of the English Gentleman in Twentieth-Century Literature. |

El ensayista Tariq Ali ve a Widmerpool como un gigante entre las caracterizaciones de ficción de su género, comparable al barón de Charlus en 'épica s En busca del tiempo perdido y Ulrich en Robert Musil' s Proust trilogía El hombre sin atributos. Ali afirma que Widmerpool es "en muchos sentidos, una creación más inspirada que Charlus". Las circunstancias de la muerte de Widmerpool, mediante la cual de ser una persona creíble se convierte en "un grotesco sub-Dickens" es, según Ali, un motivo de gran disgusto. Powell en un cuaderno del escritor (2001) revela que Powell originalmente consideraba un final diferente para Widmerpool, en el que simplemente desaparece en la niebla, siendo su destino final un enigma. Ali argumenta que esto habría sido "mucho más acorde con la danza de la vida y la muerte".
Norman Shrapnel, en su obituario de Powell, especula si el autor alguna vez lamentó la creación del "enloquecedor, misterioso, aparentemente indestructible Widmerpool" y, al igual que Ali, expresa su decepción por la forma de la muerte del personaje. Por el contrario, en una semblanza de Powell, Michael Barber considera que los acuerdos de Widmerpool de desaparición con un tema principal de las novelas, expresado en el restaurante chino de Casanova, que "al final, la mayoría de las cosas en la vida, tal vez todas las cosas, resultan ser apropiadas". Michael Gorra, la revisión de la autobiografía de Powell para mantener las cosas en marcha, opina que, mientras que las novelas están construidas alrededor de Widmerpool, no son esencialmente de él: "Es un principio organizador, un medio, no un fin, y sirve principalmente para establecer un sistema de juicio ".
Evelyn Waugh, revisó las primeras novelas que aparecieron en intervalos de dos años, y encuentra a Widmerpool particularmente convincente. Escribió a Powell después de leer en Lady Molly: "En las primeras páginas sentí el vacío de Widmerpool realmente fastidiado - No habría podido soportar otra pagina que demorara mas su aparicion. ¿Pensó usted que él dominaria la serie?" Después de revisar restaurante chino Casanova Waugh se quejó de una "triste decepción - sólo tres páginas hablaban de Widmerpool".

## Los modelos de la vida real

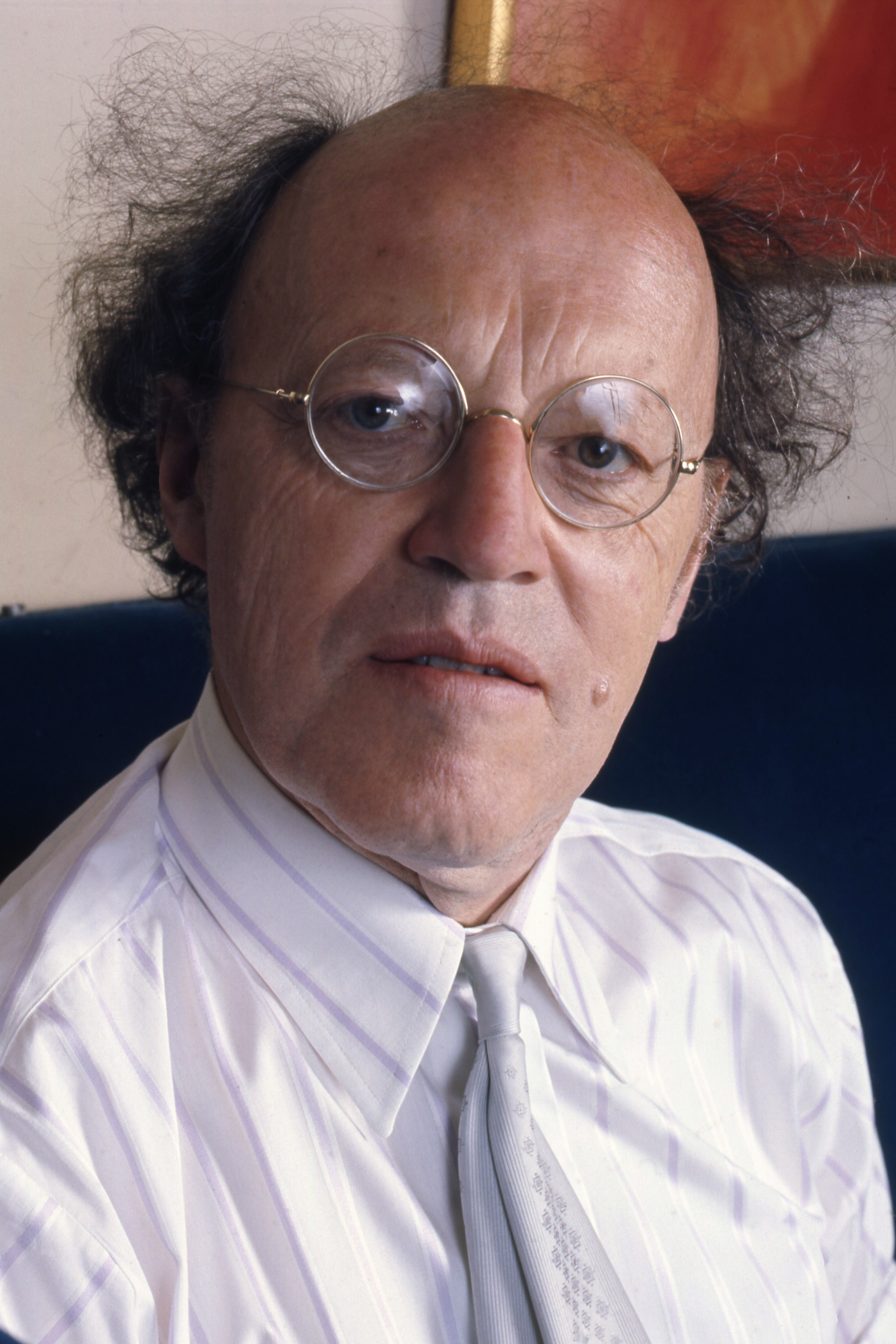
Lord Longford afirmó que el personaje de Widmerpool está basado en él.

Muchos lectores y analistas literarios han supuesto que Widmerpool se ha elaborado a partir de los conocidos de Powell. Powell fue generalmente prudente sobre el tema, y optó por no confirmar alguna de las sugerencias que se le hicieron. Los candidatos incluyen Eton Powell contemporáneo Sir Reginald Manningham-Buller (apodado "El acoso-Forma"), más tarde ennoblecido como Lord Dilhorne, quien se desempeñó como Secretario de Justicia y Lord Canciller durante la década de 1950. Según Powell, Manningham-Buller fue una figura poco atractiva en la escuela, él era instrumental en el despido de un maestro que ha enviado una nota inapropiado para un niño menor, una acción refleja en las novelas cuando Widmerpool instiga el saqueo de Akworth. Powell hermano-en-ley, el trabajo entre pares Señor Longford, dijo que él era el modelo para Widmerpool, una proposición que Powell rechazó específicamente. Longford había solicitado también ser Erridge, otro personaje de las novelas El político laborista Denis Healey pensaba que Powell había basado en Widmerpool Edward Heath, el primer ministro británico entre 1970 y 1974. Es posible que los episodios relacionados con la carrera de espionaje Widmerpool se han extraído de las actividades de Denis Pritt Nowell, un parlamentario laborista que fue expulsado del partido por su postura prosoviética. Biógrafo Michael Powell registros Barber que el crítico literario Cyril Connolly declaró su enemigo de larga data, el historiador del arte Douglas Cooper, para ser un prototipo Widmerpool, compañero de Cooper John Richardson pensó que se trataba de una broma por parte de Connolly.
Powell estuvo a punto de aprobar un modelo de la vida real en Capel-Denis Dunn, abogado y teniente coronel durante la guerra en el Cuerpo de Inteligencia, que fue brevemente oficial de alto rango de Powell. Capel-Dunn fue apodado "El Bollo Papal", y fue ridiculizado por sus subordinados por su apariencia y comportamiento. Fue descrito por sus contemporáneos como "un muy gordo, muy aburrido, arribista ambicioso abrumadoramente. Sus conversaciones eran horriblemente detalladas y sin sentido del humor ". A él se debe, al parecer, por el rencor personal, para impedir la promoción de Powell al rango de comandante. Cuando el historiador Desmond Seward propuso Capel-Dunn como el original Widmerpool, Powell dejó entrever que "podría haber algo de cierto", sin dar confirmación específica.
En el Catholic Herald, Alexander Lucie-Smith señala que toda persona tiene Widmerpools particulares en sus vidas, que son por lo general "ególatras impenetrables ... que sin embargo han llevado a todos ellos antes". Se incluye en esta categoría a varios políticos recientes y actuales: "Algunos han pensado que Gordon Brown se le parecía. Se podría señalar que nuestro actual Primer Ministro [David Cameron] tiene ciertos matices de Widmerpool, y como él, fue a Eton ".
La Anthony Powell Society, una sociedad literaria fundada en 2000 para promover el interés público en la vida y obras de Powell, de vez en cuando ofrecía un "Premio Widmerpool" a las personas en la vida pública cuya conducta se considere adecuada "Widmerpudlian", específicamente los que se consideran culpable de abuso de poder. El beneficiario se presenta con un premio grabado que representa un "tipo equivocado de abrigo". Recientemente, el ex lord canciller del Trabajo, Lord Irvine, el periodista Max Hastings y el analista político Karl Rove han recibido este premio. John Bercow, desde el 2009 presidente de la Cámara de los Comunes, ha sido mencionado como un posible candidato a dicha distinción.

## Representaciones dramáticas
Dos veces Widmerpool ha sido representado en las emisiones de radio de la BBC de la danza para la música de la secuencia de tiempo. La primera fue una serie de 26 episodios, transmitida en Radio Cuatro entre el verano de 1979 y otoño de 1982, en cuatro episodios. Las novelas fueron dramatizadas por Frederick Bradnum y la serie fue producida por Graham Gauld. El papel de Widmerpool fue interpretado, según un oyente con pomposidad atronadora, por Brian Hewlett, conocido miembro del reparto de la serie de radio BBC Los Arqueros. Una adaptación radiofónica posterior fue retransmitida en seis episodios en Radio Four "Serie Classic", en abril y mayo de 2008. La dramatización fue realizada por Michael Butt, Widmerpool joven fue interpretado por Anthony Hoskyns y el personaje adulto por Heap Marcos
Entre octubre y noviembre de 1997 Canal 4 estrenó la serie de televisión entera en cuatro largos capítulos, con guion de Hugh Whitemore. El productor fue Peter Amsorge. Widmerpool fue interpretado por Simon Russell Beale, y en un comentario general crítico de la primera película de la serie, Thomas Sutcliffe del The Independent se refiere a la interpretación de Beale como particularmente buena, teniendo en cuenta los "delgados soportes de caracterización" que la serie proporciona al reparto. El periodista David Aaronovitch había pensado en Beale como el intérprete perfecto: "... el Widmerpool que yo como lector tenia formado en mi mente  ... ha sido sustituido por Simon Russell Beale Widmerpool, que ha venido para quedarse ". Revisión de la reedición de las películas en formato DVD en 2012, Jeffries Stuart en The Guardian describe Widmerpool como "uno de los monstruos más intrigantes de la ficción", y la interpretación compara a Beale con la de "una especie de adulto Billy Bunter con el encanto succionado ". Christopher Hitchens, escribiendo en el New York Review of Books, criticó la producción (aunque no la interpretación de Beale) por representar a Widmerpool como "un desdichado en lugar de una figura odiosa".
Beale era el narrador para las grabaciones en casetes de las novelas Una cuestión de educación y el mercado de compradores. Como resultado de su interpretación de Widmerpool en la televisión se le invitó por la Colección Wallace para inaugurar la exposición del centenario Powell en octubre de 2005. Al año siguiente aceptó una petición de la Sociedad de Anthony Powell para ser su presidente, cargo que desempeñó hasta 2011.